# Roku
Roku players, conhecido simplesmente de Roku (/ˈroʊkuː/ ROH-koo), são uma série de reprodutores de mídia on-line e centro de mídia fabricados pela empresa americana Roku, Inc. São aparelhos que servem para trasnformar o aparelho de televisão em um televisor conectado conhecido como Smartv possibilitando ao usuário acesso a plataformas de streamings.  Os parceiros da Roku fornecem serviços de mídia excelentes sob a forma de canais. O nome vem da palavra japonesa 六 (roku), que significa "seis" e foi nomeado assim porque foi a sexta empresa que o fundador e CEO Anthony Wood começou. Um dispositivo de streaming Roku recebe dados (o fluxo de vídeo) por meio de uma conexão com fio ou Wi-Fi. Os dados são enviados via cabo de áudio, cabo de vídeo ou conector HDMI diretamente em alguns dos modelos de dispositivos. A programação e o conteúdo dos dispositivos estão disponíveis em uma ampla variedade de fornecedores globais.

## Roku TV incluso em aparelhos de TVs no Brasil
No Brasil, em janeiro de 2020, o sistema Roku começa ser incluso em aparelhos de televisão da empresa AOC.
No mês de janeiro de 2021, foi a vez da Philco fazer parceiria com a Roku e lançando televisores de até 58 polegadas.. No ano seguinte, no mês de novembro de 2022, as empresas Semp e TCL que unidas produzem aparelhos de TV's, anunciam o lançamento de 6 aparelhos utilizam o sistema RokuTV. Em novembro de 2023, a Roku, lança uma nova linha de Smartv's desta vez em aparelhos de televisão da empresa Britânia.. Essa versão do Roku para TVs Britânia tem suporte para Wi-Fi de banda dupla, permitindo ser conectado tanto na rede de 2,4 GHz quanto na versão de 5 GHz.